# Castanopsis megacarpa
Castanopsis megacarpa ist eine in Südostasien vorkommende Baumart aus der Familie der Buchengewächse (Fagaceae). Die Nüsse sind essbar.

## Merkmale
Castanopsis megacarpa ist ein Baum.
Die Fruchtbecher (Cupulae) sind mit verzweigten Stacheln besetzt. Die Stacheln bedecken die ganze Oberfläche des Fruchtbechers. Sie sind aufrecht und zugespitzt. Ein Fruchtbecher enthält ein bis vier Nüsse, die oval oder abgeflacht sind. Die Nüsse sind mindestens 4 mal 2,5 Zentimeter groß. Der Fruchtstiel ist mindestens 1,5 Zentimeter lang.
Blütezeit ist April. Die Fruchtreife erfolgt im September.

## Verbreitung und Standorte
Die Art kommt in Thailand, Singapur, Malaysia und Indonesien vor. Sie wächst in tropischen Tieflandregenwäldern in 300 bis 400 m Seehöhe.

## Belege
- Chamlong Phengklai: A synoptic account of the Fagaceae of Thailand. Thai Forest Bulletin 2006, Band 34, ISSN 0495-3843, S. 53–175.